# گروه کیون
 گروه کیون یک تولیدکننده آلمانی چندملیتی تجهیزات بارگیری با مقری در فرانکفورت، هسن، آلمان است. محصولات اصلی آن اینترالجستیک، تجهیزات انبار و کامیون‌های صنعتی است. این شرکت دومین تولیدکننده بزرگ لیفتراک در جهان است که برپایه درآمد (پس از صنایع تویوتا) قرار گرفته‌است.